# Мохин, Иван Васильевич
Иван Васильевич Мохин (16 мая 1903, г. Троки, Виленская губерния,  Российская империя — 7 января 1962,  Львов, УССР, СССР) — советский военачальник, генерал-майор (17.11.1943).

## Биография
Родился 16 мая 1903 года в городе  Троки, ныне г.  Тракай Вильнюсского уезда, Литвы. Русский. До службы в армии  жил в городе Челябинск и работал укупорщиком на кожевенном складе Челябинского губсовнархоза.

### Военная служба

#### Межвоенные годы
В сентябре 1924 года поступил курсантом в 12-ю Краснознаменную пехотную школу им. В. И. Ленина в городе Ульяновск, а в августе 1925 года переведен в Киевскую артиллерийскую школу, где в 1927 году стал  членом ВКП(б). После окончания последней в октябре 1928 года назначен командиром взвода в артиллерийский дивизион 7-го Кавказского горнострелкового полка 3-й Кавказской горнострелковой дивизии Кавказской Краснознамённой армии в городе Ленинакан. С апреля по сентябрь 1932 года проходил подготовку на курсах единоначальников при Объединенной военной школе им. ВЦИК в Москве, после возвращения в дивизию командовал полковой батареей в 10-м Кавказском горнострелковом полку. В апреле 1935 года зачислен слушателем в Военную академию РККА им. М. В. Фрунзе. В августе 1938 года окончил ее с дипломом 1-й ст. и назначен начальником штаба артиллерии 66-й стрелковой дивизии 1-й Отдельной Краснознаменной армии (в городах Лесозаводск и Иман Приморского края). С октября 1939 года исполнял должность начальника штаба 21-й Краснознаменной стрелковой дивизии этой армии в городе Спасск (с июля 1940	года — в составе Дальневосточного фронта).

#### Великая Отечественная война
В начале  войны дивизия была передислоцирована на запад и с сентября 1941 года входила в состав 7-й отдельной армии Ставки ВГК. Ее части вели оборонительные бои на рубеже между Ладожским и Онежским озерами по реке Свирь и участвовали в частных операциях по улучшению занимаемого положения. С января 1942 года подполковник Мохин исполнял должность заместителем командира этой дивизии.
19 апреля 1942 ода он был допущен к командованию 272-й стрелковой дивизией. 7 октября отстранен от должности и зачислен в распоряжение Военного совета армии. Через месяц он был назначен врио начальника отдела боевой подготовки 2-й резервной армии (переименована в 63-ю (второго формирования) приказом Ставки ВГК от 27.04.1943). C 24 апреля  командовал 348-й стрелковой дивизией. С 29 апреля дивизия вошла в состав Брянского фронта и с 22 мая обороняла рубеж по рекам Зуша, Неручь и вела оборонительные бои юго-восточнее Мценска. С 26 мая 1943 года вернулся к исполнению своей прежней должности начальника отдела боевой подготовки 63-й армии.   
5 июля 1943 года полковник  Мохин назначен командиром 250-й стрелковой дивизии и участвовал с ней в Курской битве, Орловской и Брянской наступательных операциях. В ходе последней 18 сентября ее части совместно с 348-й стрелковой дивизией освободили город Трубчевск, 21 сентября — посёлок Погар, а 22 сентября — город Стародуб. С упразднением Брянского фронта с 1 октября 1943 года дивизия в составе той же 63-й армии вела боевые действия на Центральном (с 20 октября — Белорусском) фронте и участвовала в Гомельско-Речицкой и Рогачёвско-Жлобинской наступательных операциях. С 24 февраля 1944 года она входила в 3-ю армию 1-го Белорусского (с 5 апреля — 2-го Белорусского) фронта и обороняла рубеж по восточному берегу реки Друть в полосе Хомичи, Дедово, Тесновое. 23 июня ее части форсировали реку и заняли исходное положение восточнее населенного пункта Озеране. В ходе Белорусской стратегической операции перейдя в наступление, они к 27 июня перерезали дороги Могилёв — Бобруйск, Быхов — Бобруйск, Быхов — Осиповичи, затем вели упорные бои по удержанию шоссе и недопущению прорыва противника из Могилёва на Бобруйск и Осиповичи. В ходе Минской операции дивизия 30 июня форсировала реку Березина в районе Перевоз и затем перерезала шоссе Могилёв — Минск. За образцовое выполнение заданий командования в боях при прорыве обороны немцев на бобруйском направлении она была награждена орденом Красного Знамени (02.07.1944) и удостоена наименования «Бобруйская» (05.07.1944). В ходе Белостокской операции 20 июля 1944 года генерал-майор  Мохин был тяжело ранен и до конца года находился на лечении в госпитале, затем состоял в распоряжении ГУК НКО. В феврале 1945 года  назначен командиром 50-й запасной стрелковой дивизии Белорусско-Литовского ВО (с августа 1945 года — в составе ПрибВО).
За время войны комдив Мохин  был  три  раза персонально упомянут в благодарственных в приказах Верховного Главнокомандующего.

#### Послевоенное время
После войны продолжал командовать этой дивизией в ПрибВО. С октября 1945 года исполнял должность заместителя командира 2-го гвардейского стрелкового корпуса. В феврале 1946 года назначен командиром 17-й стрелковой Бобруйской Краснознаменной дивизии Казанского ВО. С июля исполнял должность военкома Адыгейского областного военкомата (г. Майкоп). В сентябре 1946 года, в связи с исключением из членов КПСС, отстранен от должности и зачислен в распоряжение Управления кадров Сухопутных войск. После восстановления в партии в декабре назначен начальником штаба 1-й гвардейской механизированной дивизии ЗакВО. В июне — октябре 1950 года состоял в распоряжение Управления кадров БТ и MB Советской армии, затем назначен заместителем командира 24-й стрелковой дивизии ПрикВО. С августа 1951 года исполнял должность начальника военной кафедры Львовского лесотехнического института. 15 марта 1957 года гвардии генерал-майор  Мохин уволен в отставку по болезни.

## Награды
- два ордена Ленина (23.07.1944[5], 15.11.1950[6][7])
- три ордена Красного Знамени (27.07.1943[8], 21.02.1945[9][7], 26.10.1955[7])
- орден Суворова II степени (21.09.1943)[10]
- медали в том числе:
  - «За победу над Германией в Великой Отечественной войне 1941—1945 гг.» (04.10.1945)[11]

Приказы (благодарности) Верховного Главнокомандующего в которых отмечен И. В. Мохин .
- За форсирование реки Друть севернее города Рогачёв и прорыв сильной, глубоко эшелонированной обороны противника на фронте протяжением 30 километров и продвижение в глубину до 12 километров, а также захват более 100 населенных пунктов, среди которых Ректа, Озеране, Веричев, Заполье, Заболотье, Кнышевичи, Моисеевка, Мушичи, и блокирование железной дороги Бобруйск — Лунинец в районе ст. Мошна, Черные Броды. 25 июня 1944 года. № 118.
- За овладение штурмом городом и крупной железнодорожной станцией Бобруйск — важным узлом коммуникаций и мощным опорным пунктом обороны немцев, прикрывающим направления на Минск и Барановичи. 29 июня 1944 года. № 125.
- За овладение штурмом городом и крупным промышленным центром Белосток — важным железнодорожным узлом и мощным укрепленным районом обороны немцев, прикрывающим пути к Варшаве. 27 июля 1944 года № 151.